# Mundo Lingo

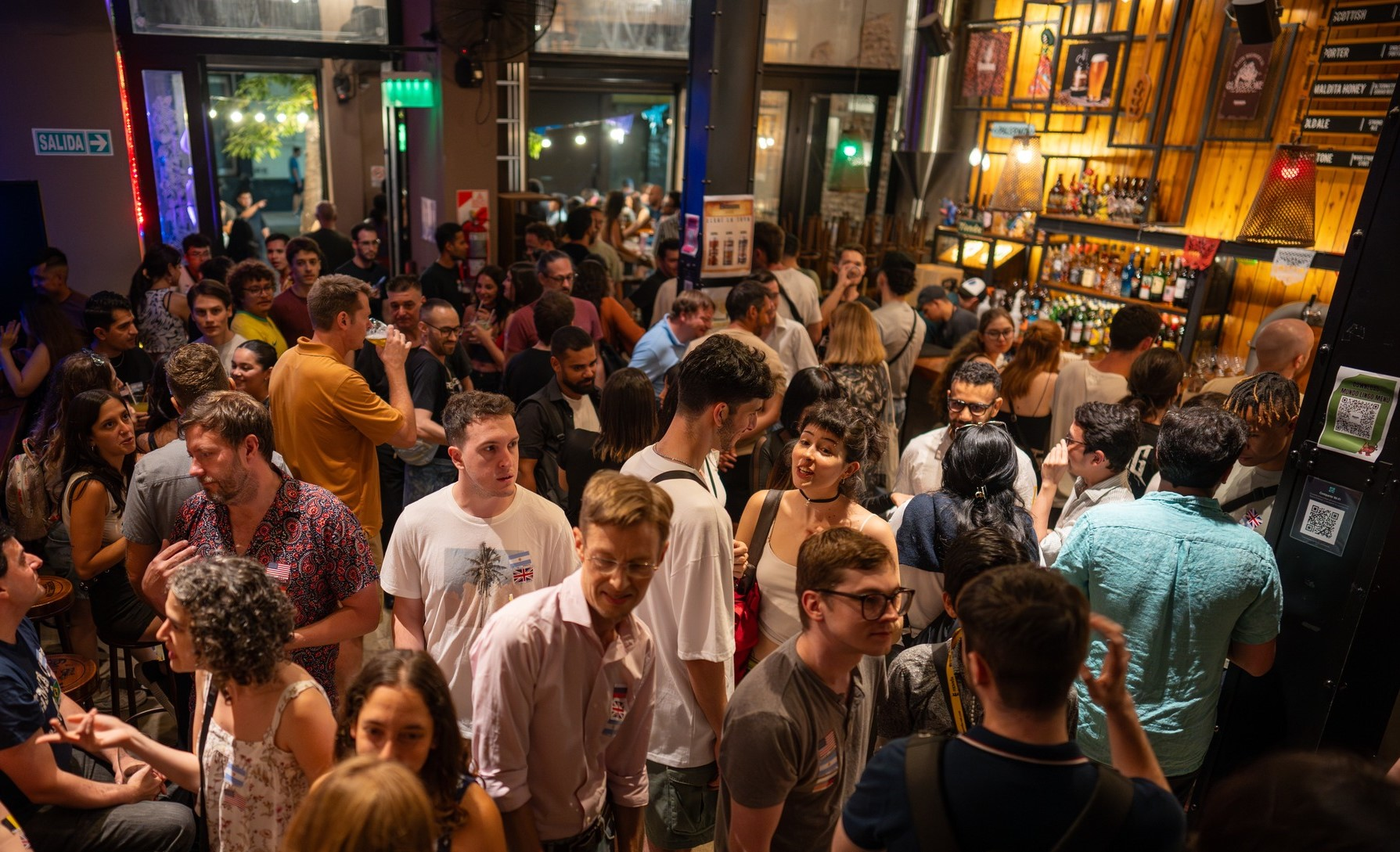
Mundo Lingo Buenos Aires

Mundo Lingo é uma organização que realiza diferentes encontros sociais para conectar locais e estrangeiros. Esses encontros acontecem em várias cidades ao redor do mundo, são gratuitos e abertos a pessoas de todas as nacionalidades. Geralmente, acontecem à noite, das 19h às 2h, em bares selecionados em cada cidade. Mundo Lingo oferece um ambiente relaxado e acessível para que os participantes possam aproveitar a experiência e se conectar com pessoas de todo o mundo.

## Princípio
Cada participante, ao chegar no bar, recebe adesivos de bandeiras que devem ser colocados em sua roupa: a bandeira do idioma nativo na parte superior e as bandeiras dos outros idiomas que ele fala na parte inferior, ordenadas por nível de fluência. As pessoas têm liberdade para fazer amizades e socializar com quem quiserem, sem intervenções, em um ambiente descontraído, enquanto consomem o que desejam no bar. 

## História
O primeiro evento do Mundo Lingo foi realizado por iniciativa de Benji Moreira, um cidadão britânico residente em Buenos Aires, Argentina. O evento ocorreu no dia 7 de julho de 2011 com o objetivo de incentivar estrangeiros a socializar com os locais, falando em seu idioma nativo ou em espanhol. Logo depois, cerca de 50 pessoas por semana começaram a participar dos encontros e o sistema de bandeiras foi introduzido para que os participantes pudessem se organizar sozinhos, sem intervenção direta dos anfitriões. Em 2014, o evento ganhou popularidade e foi expandido para cidades como Colônia, Londres, Montreal e Melbourne.
Em 2019, o Mundo Lingo alcançou seu auge com presença em 30 cidades ao redor do mundo, antes que os encontros fossem suspensos devido aos confinamentos globais de 2020.
Em 2022, os encontros foram retomados no Rio de Janeiro e Buenos Aires e, gradualmente, o projeto começou a se expandir novamente para diferentes cidades, continuando sua missão de conectar culturas através da linguagem.

## Financiamento
Os eventos do Mundo Lingo são sustentados pelas consumações dos participantes no bar. Não são aceitas comissões, colaborações comerciais ou publicidade de qualquer tipo.

## Cidades
Em janeiro de 2025, os eventos do Mundo Lingo acontecem regularmente em 17 cidades de 12 países em 4 continentes.

## América
Buenos Aires, Córdoba y Tucumán (Argentina), Florianópolis, São José dos Campos y Rio de Janeiro (Brasil), Montreal (Canadá), Nova York (Estados Unidos), Cidade de México  y Playa del Carmen (México).

## Europa e Ásia
Valência (Espanha), Genebra (Suíça), Londres (Inglaterra), París (França), Belgrado (Sérvia), Porto (Portugal) y Saigón (Vietnã).

## Dos Encontros Presenciais às Redes Sociais durante a COVID-19
Devido aos efeitos da pandemia, que forçou a suspensão dos encontros presenciais, o número de inscritos nos grupos do Facebook e Telegram aumentou rapidamente. Em janeiro de 2025, os grupos do Facebook têm mais de 135.000 inscritos no mundo todo, enquanto os grupos do Telegram contam com mais de 12.000 usuários diários. Atualmente, é possível encontrar informações sobre os encontros ativos nesses grupos e em outras plataformas.